# Jovan Dučić
Jovan Ducić (IPA: [jǒʋan dûtʃitɕ]) (Trebigne, 17 febbraio 1871 – Gary, 7 aprile 1943) è stato uno scrittore serbo.
Cercò di attuare un fondamentale rinnovamento della cultura serba attraverso l'introduzione di elementi richiamanti il mondo occidentale e soprattutto la Francia nelle sue Poesie (1901). Fu inoltre buon scrittore di viaggio e lasciò pregevoli relazioni.

## Opere
- Pjesme, knjiga prva, izdanje uredništva Zore u Mostaru, 1901.
- Pesme, Srpska književna zadruga, Kolo XVII, knj. 113. Beograd, 1908.
- Pesme u prozi, Plave legende, pisano u Ženevi 1905. Beograd, 1908.
- Pesme (štampa „Davidović“), Beograd, 1908.
- Pesme, izdanje S. B. Cvijanovića, Beograd, 1911.
- Sabrana dela, Knj. I-V. Biblioteka savremenih jugoslovenskih pisaca, Beograd, Izdavačko preduzeće „Narodna prosveta“ (1929–1930). Knj. I Pesme sunca (1929)
- Knj. II Pesme ljubavi i smrti (1929)
- Knj. III Carski soneti (1930)
- Knj. IV Plave legende (1930)
- Knj. V Gradovi i himere (1930)
- Knj. VI Blago cara Radovana: knjiga o sudbini, Beograd, izdanje piščevo, 1932.
- Gradovi i himere, (Putnička pisma), Srpska književna zadruga, Kolo XLII, Knj. 294. Beograd, 1940.
- Federalizam ili centralizam: Istina o “spornom pitanju“ u bivšoj Jugoslaviji, Centralni odbor Srpske narodne odbrane u Americi, Čikago, 1942.
- Jugoslovenska ideologija: istina o “jugoslavizmu“, Centralni odbor Srpske narodne odbrane u Americi, Čikago, 1942.
- Lirika, izdanje piščevo, Pittsburgh, 1943.
- Sabrana dela, Knj. X Jedan Srbin diplomat na dvoru Petra Velikog i Katarine I – Grof Sava Vladislavić – Raguzinski, Pittsburgh, 1943.
- Sabrana dela, Knj. VII-IX (Odabrane strane). Rukopise odabrali J. Đonović i P. Bubreško. Izdanje Srpske narodne odbrane u Americi, Čikago, 1951.
- Sabrana dela, (uredili Meša Selimović i Živorad Stojković), Svjetlost, Sarajevo, 1969.
- Sabrana dela, (uredili Meša Selimović i Živorad Stojković. Pregledao i dopunio Živorad Stojković), BIGZ, Svjetlost, Prosveta, Beograd-Sarajevo, 1989.